# Răuseni (gmina)
Răuseni – gmina w Rumunii, w okręgu Botoszany. Obejmuje miejscowości Doina, Pogorăști, Răuseni, Rediu i Stolniceni. W 2011 roku liczyła 2817 mieszkańców.